# SGRAM

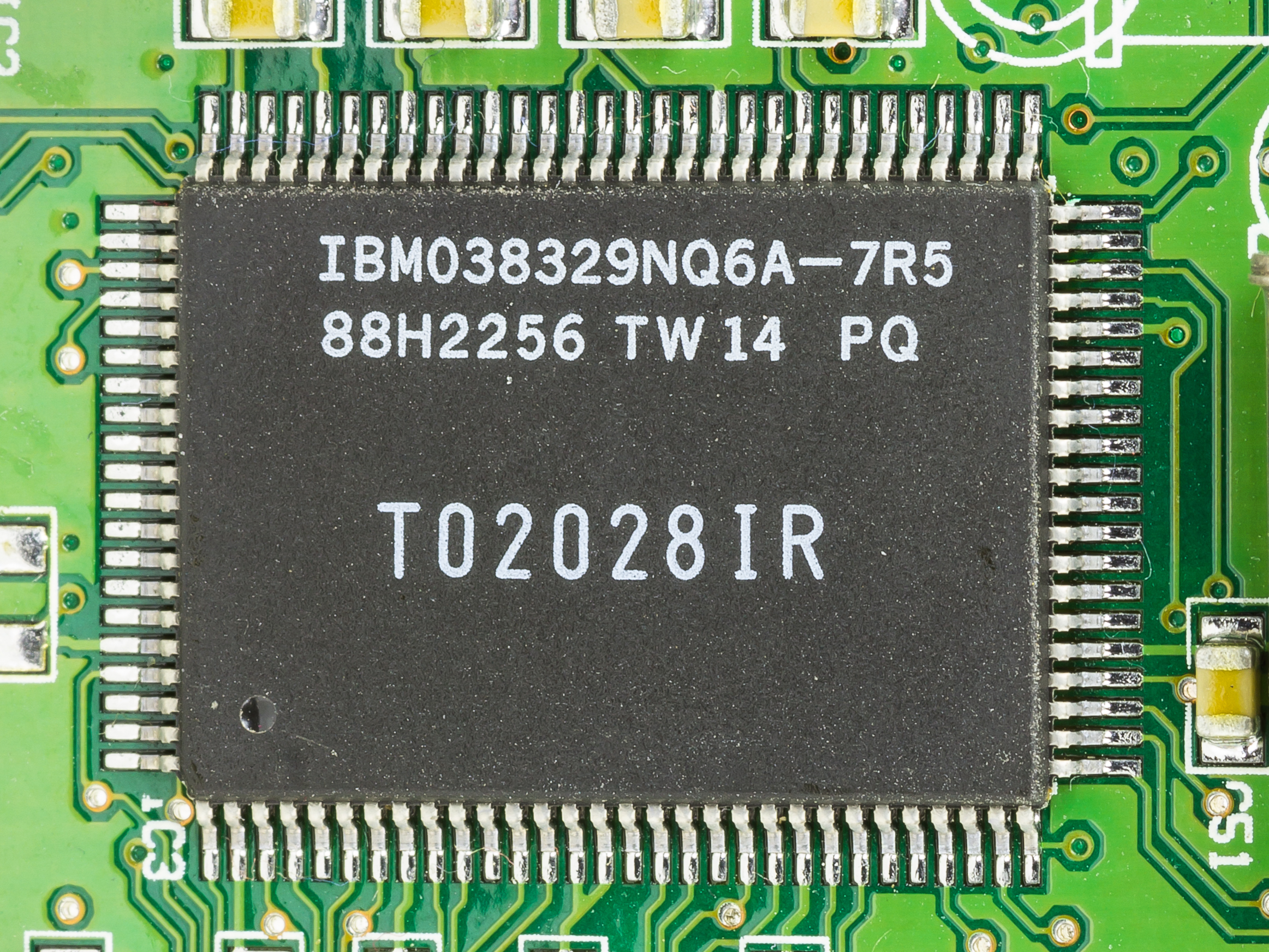
SGRAM (IBM)

SGRAM (англ. Synchronous Graphics RAM) — ОЗУ, вариант DRAM с синхронным доступом, особенностью которой является использование маски́рования при записи блока. Маски́рование записи позволяет выбрать данные, которые и будут изменены за одну единственную операцию. В видеокартах такой способ (блочная запись) заполнения буфера данными для фонового изображения и изображения на переднем плане обрабатывается более эффективно, чем традиционная последовательность операций чтения, обновления и записи.
Является однопортовым типом ОЗУ.
Работает на частотах свыше 66 МГц синхронно внешней частоте шины центрального процессора, что впоследствии позволило применять её в видеокартах с AGP-интерфейсом.